# Franco Panizza

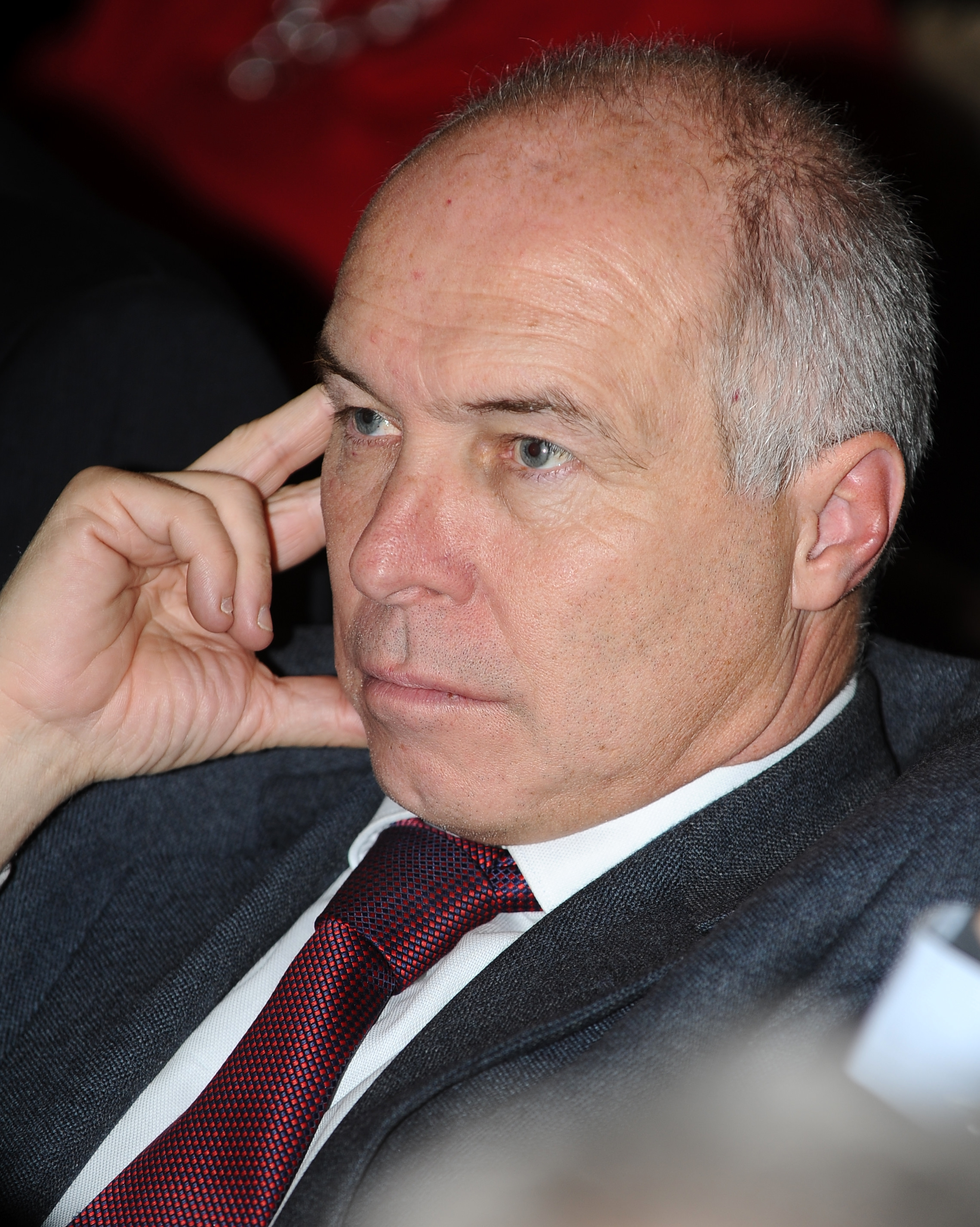
Franco Panizza, 2013

Franco Panizza (* 24. Dezember 1959 in Campodenno, Trentino) ist ein italienischer Politiker. Er ist Parteisekretär der Regionalpartei Partito Autonomista Trentino Tirolese (PATT), für die er von 2013 bis 2018 im italienischen Senat saß. Zuvor hatte er dem Trentiner Landtag sowie der Landesregierung angehört.

## Leben
Panizza besuchte die Schule in Cles und absolvierte ein Studium der Forstwissenschaften in Padua. Zur Wahrnehmung seines politischen Mandats beurlaubt, ist er Mitarbeiter der Trentiner Forstverwaltung. Zudem war er Vorsitzender des Trentiner Bauernverbandes ACT und baute die Union Trentiner Familien im Ausland mit auf.
Als Fraktionschef des PATT im Val di Non und Mehrheitsführer im Campodenner Gemeinderat wurde er bei der Regionalwahl 1998 erstmals in den Trentiner Landtag und damit gleichzeitig den Regionalrat Trentino-Südtirol gewählt. Bis 2001 gehörte er als Assessor der Regionalregierung Trentino-Südtirol an. Von November 2001 bis November 2003 diente er als Vizepräsident des Regionalrates nachgewählt.
Nach der Landtagswahl 2003 wurde er als Landesrat in die Trentiner Landesregierung berufen, wo er zunächst für das Handwerk und das Genossenschaftswesen zuständig war. Bei einer Regierungsumbildung im September 2007 erhielt er die zusätzlichen Aufgaben Grundbuch und Kataster, Beziehungen mit der Europäischen Union, grenzüberschreitende Zusammenarbeit und das Transportwesen. Nach der Landtagswahl 2008 übernahm Panizza erneut als Landesrat die Aufgabenbereiche Kultur, europäische Beziehungen und Zusammenarbeit. In dieser Funktion gehörte er 2011 zu den Gründern der Jungen Europaregion Tirol. 2012 löste er den späteren Landeshauptmann Ugo Rossi als Segretario des PATT ab.
Bei den Parlamentswahlen 2013 gelang es ihm, den Senatswahlkreis Trient klar gegen den ehemaligen Parteikollegen, den 2007 zur Forza Italia abgewanderten Giacomo Bezzi, zu gewinnen. In der darauffolgenden XVII. Legislaturperiode gehörte Panizza dem italienischen Senat als Mitglied der Gemeinschaftsfraktion autonomistischer Regionalparteien mit der Partito Socialista Italiano an.
Bei den Parlamentswahlen 2018 trat er erneut im Senatswahlkreis Trient an, scheiterte aber mit 34,87 % der Stimmen an Andrea de Bertoldi (Fratelli d’Italia), der 37,58 % der Stimmen auf sich vereinigen konnte.